# Illice polyzona
Illice polyzona là một loài bướm đêm thuộc phân họ Arctiinae, họ Erebidae.